# Labiryntulorośla
Labiryntulorośla (Labyrinthulomycetes/Labyrinthulomycota) to mikroskopijne organizmy jednokomórkowe lub komórczakowe, podobne pod pewnymi względami do grzybów, jednak należące do supergrupy stramenopili w królestwie protistów.
Labiryntulorośla są w większości osmotrofami, tj. odżywiają się poprzez wchłanianie substancji odżywczych przez błonę komórkową. Pokrój ciała jest grzybopodobny - komórki tworzą liczne nitkowate wypustki, które mogą łączyć się z tymi należącymi do sąsiednich komórek, tworząc wielojądrową sieć (przypominającą grzybnię grzybów prawdziwych). Zoospory mają dwie wici różniące się wielkością i kształtem.

## Charakterystyka
Większość członków Labirynthulomycetes to heterotroficzne, bezbarwne lub żółtawe protisty, które absorbują pokarm w sposób osmotroficzny lub, rzadziej, fagotroficzny. Większość z nich jest saprofitami, ale znane są również pasożyty. Organizmy te pełnią ważną rolę w łańcuchu pokarmowym pomagającymi w rozkładaniu często trudnych do usunięcia szczątków roślinnych i zwierzęcych oraz przyczyniają się do zwiększanie dostępności tych substratów dla drapieżników jednokomórkowych, takich jak ameby i orzęski. Niektórzy przedstawiciele rzędów Amphitremida i Thraustochytrida mogą również odżywiać się fagotroficznie, tzn. pochłaniając duże cząstki pokarmowe poprzez wpuklanie błony komórkowej. W rzędzie Amphitremida spotyka się też organizmy miksotroficzne, tzn. uzupełniające zapotrzebowanie pokarmowe poprzez symbiozę z glonami fotosyntetycznymi. Niektóre rodzaje, takie jak Aurantiochytrium i Ulkenia mają wolno żyjącą fazę amebową. 
Labiryntulorośla bywają określane jako „sieci śluzowe” (ang. slime nets), co jest związane z cechami wykazywanymi przez ich najważniejszych przedstawicieli - tworzenie sieci drobnych, często rozgałęzionych i łączących się cytoplazmatycznych nici, które rozciągają się do środowiska z ciał komórek, wychodząc ze szczególnej struktury komórkowej, obecnie najczęściej określanej jako botrosom (bothrosome). Nici te zapewniają przyczepność do podłoża i absorbują składniki odżywcze lub tworzą ścieżki, po których przesuwają się ciała komórek. 

## Występowanie

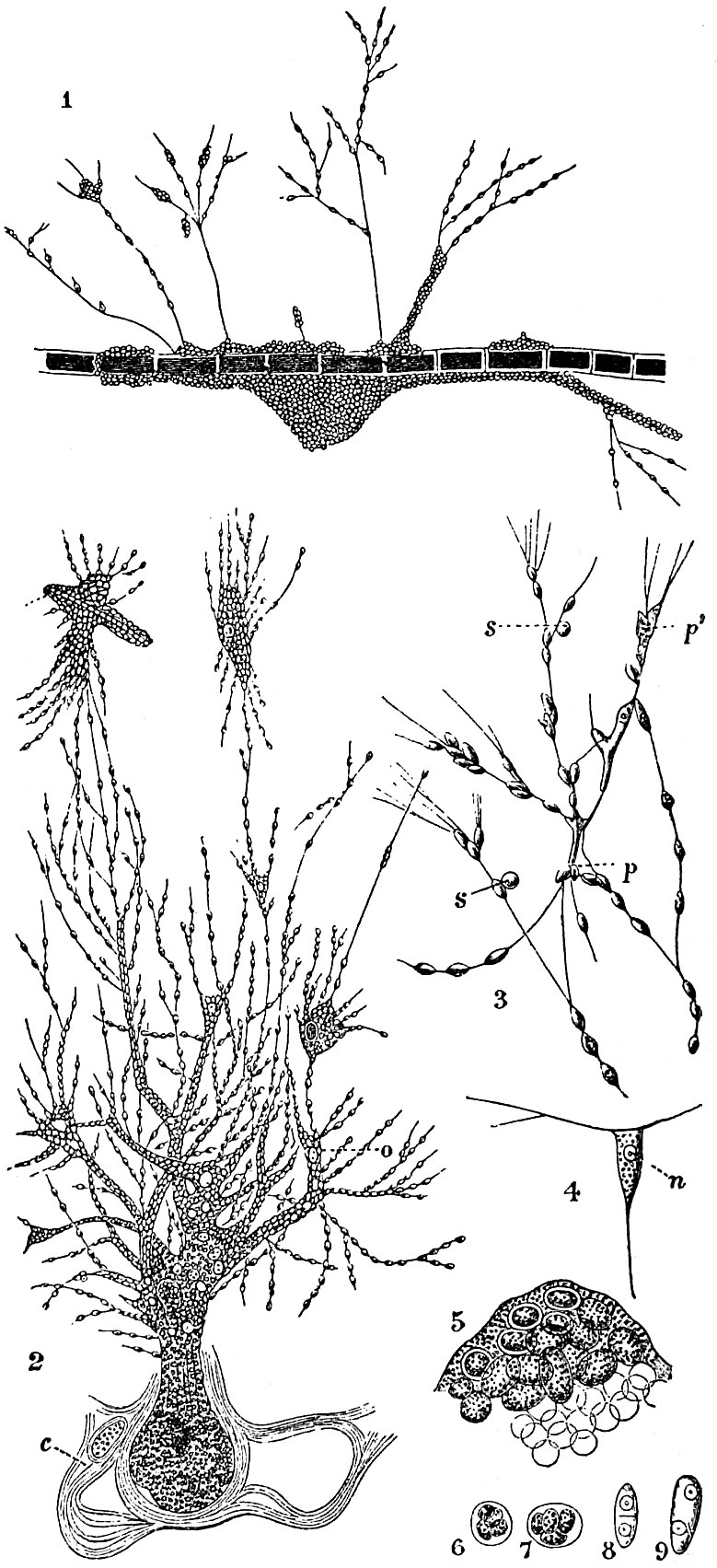
Labiryntulorośla

Labiryntulorośla są kosmopolityczne, występują najczęściej w środowiskach morskich, rzadziej w słodkowodnych, zwykle na powierzchni zanurzonych części roślin i glonów, a także na osadach dennych. Bliżej opisane morfologicznie labiryntulorośla to prawie wyłącznie rodzaje morskie, będące saprofitami i stanowiące ważną część sieci pokarmowej dna morskiego.
Labiryntulorośla są zwykle nieszkodliwymi dla swoich "gospodarzy" (roślin i glonów) komensalami, jednak niektóre gatunki bywają określane jako pasożyty, które mogą mieć duży wpływ na ekosystemy morskie lub poszczególne gatunki. Labyrinthula zosterae to gatunek chorobotwórczy, powodujący wyniszczającą chorobę zosterowatych (Zostera marina - zostera morska).

## Systematyka
W artykule przeglądowym R.M. Bennetta i in. z 2017 roku przyjęto podział systematyczny labiryntulorośli na pięć głównych rzędów:
- typ Labyrinthulomycota
  - gromada Labyrinthulomycetes
    - rząd Labyrinthulales/Labyrinthulida
      - Stellarchytrium
      - rodzina Aplanochytriidae
      - rodzina Labyrinthulidae

    - rząd Oblongichytridiales/Oblongichytriida
      - rodzina Oblongichytriidae

    - rząd Thraustochytriales/Thraustochytrida
      - rodzina Althorniidae
      - rodzina Thraustochytriidae

    - rząd Amphitremida
      - rodzina Amphitremidae
      - rodzina Diplophryidae

    - rząd Amphiphilida
      - rodzina Amphiphilidae

    - rodzina Sorodiplophryidae